# 1408
1408. је била проста година.

## Догађаји
- септембар - Битка код Добора (1408)